# ジョナサン・メンサー
ジョナサン・メンサー（Jonathan Mensah, 1990年7月13日 - ）は、ガーナ・アクラ出身の同国代表サッカー選手。ポジションはDF（CB）。メジャーリーグサッカー・サンノゼ・アースクエイクス所属。
ジョン・メンサーとの混同を避けるために、ユニフォーム等ではジョナサンと表記される。

## 経歴

### クラブ

#### 初期
母国ガーナ・プレミアリーグのアシャンティ・ゴールドSCでプロデビューし、2008年のオフシーズンにPSLのフリー・ステイト・スターズFCに加入した。2009年8月にギリシャ・スーパーリーグのパナシナイコスFCのトライアルを受けたが外国人枠の問題で移籍は破談となり、引き続き南アフリカでプレーすることとなった。

#### ウディネーゼ
2010年1月にセリエAのウディネーゼ・カルチョに移籍。同年7月27日、ウディネーゼと同じくジャンパオロ・ポッツォがオーナーを務めるセグンダ・ディビシオンのグラナダCFに1年間のローンで加入し、プリメーラ・ディビシオン昇格を経験した。

#### エヴィアン
2011年7月8日、リーグ・アンに昇格したエヴィアン・トノン・ガイヤールFCと4年契約を結んだ。2012-13シーズンはコンディションに苦しみ、リーグ5部に所属するリザーブチームで6試合に出場した。2013-14シーズンはトップチームに戻り、FCソショーとのリーグ開幕戦にフル出場した。
2015年5月25日、当時ウディネーゼとの契約が有効であったにも拘らずフリーエージェントと偽りエヴィアンと契約したとして、FIFAから代表戦を除く4か月間の出場停止処分を科された。

#### アンジ・マハチカラ
2016年2月23日、ロシアサッカー・プレミアリーグのFCアンジ・マハチカラと2年半の契約を結んだ。

#### コロンバス・クルー
2017年1月3日、コロンバス・クルーに移籍した。

#### サンノゼ・アースクエイクス
2023年2月10日、サンノゼ・アースクエイクスに移籍した。

### 代表
2009年にルワンダのキガリで開催されたアフリカユース選手権の優勝メンバーの一員となり、同大会の優秀選手10人にも選出された。この活躍により南アフリカ・ワールドカップのメンバー入りを果たし、それまでマイケル・エッシェンが背負っていた8番を引き継いだ。センターバックのレギュラーであるアイザック・ヴォーサーがセルビア戦で負傷して以降は、ジョン・メンサーのパートナーとしてその穴を埋めた。グループステージ2試合に出場、決勝トーナメント1回戦でもプレーしアメリカに勝利を収めた。累積警告により出場停止となったウルグアイ戦でチームはPK戦の末敗退した。
2014年6月2日、ドイツ・ワールドカップのメンバーに選出された。開幕戦で再びアメリカと対峙しスタメンに名を連ねたが1-2で敗れた。アフリカネイションズカップ2015では全試合フル出場。コートジボワールとの決勝はPK戦で敗れ準優勝となった。

## 代表歴

### 出場大会
- ガーナ代表
  - 2010 FIFAワールドカップ
  - 2014 FIFAワールドカップ

### 試合数
- 国際Aマッチ 70試合 1得点（2009年-2022年）[15]

| ガーナ代表 | 国際Aマッチ | 国際Aマッチ |
| 年         | 出場        | 得点        |
| ---------- | ----------- | ----------- |
| 2009       | 1           | 0           |
| 2010       | 9           | 0           |
| 2011       | 6           | 1           |
| 2012       | 4           | 0           |
| 2013       | 7           | 0           |
| 2014       | 11          | 0           |
| 2015       | 11          | 0           |
| 2016       | 6           | 0           |
| 2017       | 5           | 0           |
| 2018       | 1           | 0           |
| 2019       | 4           | 0           |
| 2020       | 0           | 0           |
| 2021       | 3           | 0           |
| 2022       | 2           | 0           |
| 通算       | 70          | 1           |

## タイトル
U-20ガーナ
- アフリカユース選手権 : 2009
- FIFA U-20ワールドカップ : 2009